# Gøtugjógv
Gøtugjógv est un village des îles Féroé de l'île d'Eysturoy.